# 麦克斯·施文格尔
麦克斯·施文格尔（德語：Max Schwenger，1992年4月28日—），德国男子羽毛球運動員。

## 簡歷
2013年8月，麦克斯·施文格尔參加中國廣州舉行的世界羽毛球錦標賽，與卡拉·尼尔特出戰混合雙打項目，首圈就以0比2（9-21、14-21）負於韓國的金基正/鄭景銀出局。

## 主要比賽成績
只列出曾進入準決賽的國際賽事成績：
| 年份   | 賽事                     | 公開賽級別 | 項目     | 拍檔              | 成績   |
| ------ | ------------------------ | ---------- | -------- | ----------------- | ------ |
| 2009年 | 歐洲青年羽毛球錦標賽     | 其他       | 混合團體 | －                | 準決賽 |
| 2010年 | 世界青年羽毛球錦標賽     | 其他       | 混合雙打 | 伊莎贝尔·赫特里克 | 準決賽 |
| 2011年 | 歐洲青年羽毛球錦標賽     | 其他       | 混合團體 | －                | 冠軍   |
| 2011年 | 歐洲青年羽毛球錦標賽     | 其他       | 男子雙打 | 法比安·霍尔茨     | 亞軍   |
| 2011年 | 歐洲青年羽毛球錦標賽     | 其他       | 混合雙打 | 伊莎贝尔·赫特里克 | 準決賽 |
| 2012年 | 愛沙尼亞羽毛球國際賽     | 國際系列賽 | 混合雙打 | 伊莎贝尔·赫特里克 | 準決賽 |
| 2012年 | 克羅地亞羽毛球國際賽     | 國際系列賽 | 混合雙打 | 伊莎贝尔·赫特里克 | 準決賽 |
| 2012年 | 羅馬尼亞羽毛球國際賽     | 國際系列賽 | 男子雙打 | 安德烈亚斯·海因茨 | 準決賽 |
| 2012年 | 羅馬尼亞羽毛球國際賽     | 國際系列賽 | 混合雙打 | 伊莎贝尔·赫特里克 | 準決賽 |
| 2012年 | 法國羽毛球國際賽         | 國際系列賽 | 男子雙打 | 安德烈亚斯·海因茨 | 亞軍   |
| 2012年 | 法國羽毛球國際賽         | 國際系列賽 | 混合雙打 | 伊莎贝尔·赫特里克 | 準決賽 |
| 2012年 | 保加利亞羽毛球國際賽     | 國際挑戰賽 | 男子雙打 | 安德烈亚斯·海因茨 | 亞軍   |
| 2012年 | 瑞士羽毛球國際賽         | 國際挑戰賽 | 混合雙打 | 卡拉·尼尔特       | 準決賽 |
| 2012年 | 愛爾蘭羽毛球國際賽       | 國際系列賽 | 混合雙打 | 卡拉·尼尔特       | 準決賽 |
| 2013年 | 法國羽毛球國際賽         | 國際挑戰賽 | 男子雙打 | 安德烈亚斯·海因茨 | 準決賽 |
| 2014年 | 歐洲男子羽毛球團體錦標賽 | 其他       | 男子團體 | －                | 季軍   |
| 2014年 | 加拿大羽毛球大獎賽       | 大獎賽     | 男子雙打 | 约舍·兹沃涅       | 準決賽 |
| 2014年 | 加拿大羽毛球大獎賽       | 大獎賽     | 混合雙打 | 卡拉·尼尔特       | 冠軍   |
| 2014年 | 巴西羽毛球大獎賽         | 大獎賽     | 男子雙打 | 约舍·兹沃涅       | 冠軍   |
| 2014年 | 巴西羽毛球大獎賽         | 大獎賽     | 混合雙打 | 卡拉·尼尔特       | 冠軍   |
| 2014年 | 保加利亞羽毛球國際賽     | 國際挑戰賽 | 男子雙打 | 约舍·兹沃涅       | 準決賽 |
| 2014年 | 保加利亞羽毛球國際賽     | 國際挑戰賽 | 混合雙打 | 卡拉·尼尔特       | 亞軍   |
| 2014年 | 蘇格蘭羽毛球大獎賽       | 大獎賽     | 混合雙打 | 卡拉·尼尔特       | 準決賽 |
| 2014年 | 愛爾蘭羽毛球公開賽       | 國際挑戰賽 | 男子雙打 | 约舍·兹沃涅       | 亞軍   |
| 2014年 | 美國羽毛球大獎賽         | 大獎賽     | 混合雙打 | 卡拉·尼尔特       | 準決賽 |
| 2015年 | 瑞士羽毛球黃金大獎賽     | 黃金大獎賽 | 男子雙打 | 约舍·兹沃涅       | 準決賽 |

| 2007-2017年 | 首要超級賽 | 超級賽 | 黃金大獎賽 | 大獎賽 | 國際挑戰賽 | 國際系列賽 | 未來系列賽 | 其他 |

| 2018-2026年 | 總決賽 | 超級1000賽 | 超級750賽 | 超級500賽 | 超級300賽 | 超級100賽 | 國際挑戰賽 | 國際系列賽 | 未來系列賽 | 其他 |

### 奧運會和世錦賽參賽紀錄
|          | 搭檔        | 2013 |
| -------- | ----------- | ---- |
| 混合雙打 | 卡拉·尼尔特 | 48強 |